# Valentine (2001)
Valentine is een Amerikaanse slasher-/thrillerfilm uit 2001. De film is losjes gebaseerd op het boek Valentine van Tom Savage. De première vond plaats in februari 2001, waarbij de film kritisch ontvangen werd. Volgens critici leek het te veel op slasher-films uit de jaren 1980. De film bracht $ 36,7 miljoen op tegenover een budget van $ 29 miljoen.

## Verhaal
Op Valentijnsdag 1988 wordt de nerd Jeremy Melton afgewezen door vier van de vijf meisjes die hij ten dans vraagt, behalve door Dorothy Wheeler. Even later staat hij met haar in een hoekje te kussen. Ze worden betrapt door de pestkop van de school, waarop Dorothy het voorstelt alsof Jeremy haar probeerde aan te randen. Hierop wordt Jeremy in elkaar geslagen door Joe en zijn vrienden. Jeremy vertrekt uiteindelijk naar een andere school.
Twaalf jaar later ontvangen de vijf dan volwassen geworden vrouwen valentijnskaarten met vulgaire teksten. Zou Jeremy Melton terug zijn? En wie is die man met dat Cupido-masker en zijn pijlen?

## Rolverdeling
| Acteur             | Personage                   |
| ------------------ | --------------------------- |
| Marley Shelton     | Kate Davies                 |
| Brittany Mayers    | jonge Kate                  |
| Denise Richards    | Paige Prescott              |
| Chelcie Burgart    | jonge Paige                 |
| David Boreanaz     | Adam Carr/Jeremy Melton (?) |
| Jessica Capshaw    | Dorothy Wheeler             |
| Kate Logie         | jonge Dorothy               |
| Jessica Cauffiel   | Lily Voight                 |
| Chelsea Florko     | jonge Lily                  |
| Katherine Heigl    | Shelley Fisher              |
| Sarah Mjanes       | jonge Shelley               |
| Hedy Burress       | Ruthie Walker               |
| Fulvio Cecere      | Rechercheur Leon Vaughn     |
| Daniel Cosgrove    | Campbell Morris             |
| Johnny Whitworth   | Max Raimi                   |
| Claude Duhamel     | Gary Taylor                 |
| Adam J. Harrington | Jason Marquette             |
| Woody Jeffreys     | Brian                       |
| Joel Palmer        | jonge Jeremy Melton         |
| Sterling McCay     | Joe Tulga                   |
| Noel Fisher        | Tulga bendelid #1           |
| Cody Serpa         | Tulga bendelid #2           |
| Mark Mullan        | Tulga bendelid #3           |